# Václav Schuster
Václav Schuster (7. dubna 1871 Vojkovice – 12. srpna 1944 Praha) byl rakouský a český národohospodář a politik, na počátku 20. století poslanec Českého zemského sněmu, po vzniku Československa vysoký úředník ministerstva obchodu.

## Biografie
V letech 1890–1895 vystudoval právo na Univerzitě Karlově v Praze, kde roku 1895 získal titul doktora práv. V letech 1894–1895 působil na univerzitě v Halle. Od roku 1896 pracoval v obchodní a živnostenské komoře v Českých Budějovicích a stal se roku 1898 jejím druhým tajemníkem. V této funkci spolupracoval s Augustem Zátkou a podílel se na českém veřejném a politickém životě v Budějovicích. V období let 1900–1919 byl tajemníkem (od roku 1917, po odchodu Rudolfa Hotowtze, vedoucím tajemníkem) pražské obchodní a živnostenské komory a od roku 1901 řídil i Ústav pro zvelebování živností fungující při komoře.
Počátkem století se zapojil i do zemské politiky. Ve volbách v roce 1908 byl zvolen do Českého zemského sněmu v kurii městské, obvod Jílové, Černý Kostelec, Benešov. Politicky se uvádí coby člen mladočeské strany. Na sněmu byl členem finanční komise. Kvůli obstrukcím se ovšem sněm ve svém plénu po roce 1908 fakticky nescházel. Od roku 1914 byl členem státní železniční komise ve Vídni.
V roce 1919 se stal státním tajemníkem na československém ministerstvu obchodu a podílel se na zakládání obchodní politiky nového československého státu. V této době byl mimořádným vyslancem a zplnomocněncem pro vyjednávání s Německem, Rakouskem, Královstvím SHS a Bulharskem. V roce 1922 odešel ze státních služeb, protože byl zvolen předsedou správní rady Všeobecné české bankovní jednoty v Praze (po jejím sloučení s Českou bankou Union se v roce 1929 stal viceprezidentem a roku 1933 prezidentem správní rady České banky Union). V letech 1929–1938 byl členem ústředního výboru Panevropské unie. Byl členem četných odborných společností (Národohospodářský ústav při České akademii věd a umění, Orientální ústav, Poradní sbor pro otázky hospodářské, Ústřední svaz československých průmyslníků). Publikoval odborné práce v oboru ekonomie a práva.